# Particulier militair bedrijf
Een particulier militair bedrijf (Engels: private military contractor, PMC) ook wel particuliere militaire organisatie of huurlingenorganisatie, is een bedrijf dat directe taken uitvoert voor een leger, meestal logistiek of beveiliging. De meeste werknemers zijn voormalige Zuid-Afrikaanse, Britse en Amerikaanse commando's en politieagenten.

## Verenigde Staten
Het Amerikaanse Center for Public Integrity berekende in 2002 dat het Amerikaanse ministerie van defensie sinds 1994 3601 contracten heeft afgesloten met twaalf Amerikaanse bedrijven, voor een totaalbedrag van zo'n 300 miljard dollar. Voor het Amerikaanse leger is het inhuren van dit soort bedrijven vaak goedkoper dan het inzetten van eigen soldaten.
Volgens schattingen werd ongeveer 30 miljard dollar van de 87 miljard dollar die de VS uitgaven aan Irak, uitgegeven aan particuliere militaire bedrijven.
In 2004 waren veel van deze bedrijven actief in conflictgebieden zoals Irak en Afghanistan. In Irak waren volgens een schatting van The New York Times zo'n vijftien tot twintigduizend personen werkzaam in deze branche. De belangrijkste PMC's in deze gebieden waren het militaire bedrijf Blackwater Worldwide en Carlyle.
In 2008 gaf Michael Hayden, directeur van de CIA, tijdens een hoorzitting voor de Amerikaanse Senaat toe, dat contractors worden ingezet bij enhanced interrogations (ondervragingen die grenzen aan martelingen) in geheime gevangenissen van de CIA, de zogenaamde 'black sites'.

## Andere landen
Ook in Afrikaanse landen zoals Congo, Liberia en andere conflictgebieden zijn militaire bedrijven actief, zij het op veel kleinere schaal. Zo is bekend dat de vroegere president van Liberia Charles Taylor een Zuid-Afrikaanse oorlogshelikopter met piloot tot zijn beschikking had.
Een andere vorm van bedrijven die actief zijn in actieve oorlogsvoering zijn technici van bedrijven die ingehuurd worden door het leger om hoogstaande technologische apparatuur te bedienen.
Ook inlichtingen en vertaaldiensten worden door sommige bedrijven (zoals Titan Corporation) geleverd.
De inzet van bedrijven is vaak schrijnend, omdat in conflictgebieden vaak internationale sancties van kracht zijn die bedrijven verbieden om er zaken te doen.

## Juridische positie
Het is onduidelijk hoe dit soort bedrijven verantwoording moeten afleggen voor eventueel begane misstappen. Dit soort bedrijven hoeft, in tegenstelling tot het leger, geen directe verantwoording af te leggen aan de politiek (het Amerikaanse Congres in dit geval). Werknemers die misstanden begaan kunnen ook niet worden aangeklaagd. Uit Bosnië, waar onder andere het bedrijf Dyncorp actief was, is bekend dat verkrachtingen door de werknemers van dat bedrijf veelvuldig voorkwamen. Uiteindelijk zijn de daders vrijuit gegaan door gebrek aan wetgeving.
Ook bleek dat enkele werknemers van Titan Corporation werkten als vertalers en ondervragers in de beruchte Abu Ghraib-gevangenis. In hoeverre deze medewerkers bij de misstanden betrokken waren blijft evenwel voorlopig onduidelijk. In geval van misstanden kunnen zij, praktisch gezien, niet veroordeeld worden waardoor er dus nauwelijks controle op hun daden is.

## Enkele gebeurtenissen
Een belangrijke gebeurtenis vond plaats op 31 maart 2004 toen vier werknemers van Blackwater USA, die in Fallujah (Irak) een voedseltransport bewaakten, werden gedood en hun lichamen op gruwelijke wijze werden verminkt.
In juni 2004 besliste de NAVO een beroep te doen op particuliere militaire bedrijven voor de beveiliging van een militair opleidingscentrum dat momenteel gebouwd wordt in Ar-Rustamyah. Alleen België tekende hiertegen verzet aan, maar diende uiteindelijk in te binden.
Een ander voorval is het plannen en proberen uit te voeren van een coup in Equatoriaal-Guinea in augustus 2004 waar de Britse zakenman Mark Thatcher, de zoon van voormalig premier Margaret Thatcher, bij betrokken zou zijn.
In september 2007 schoten beveiligers van Blackwater, die een konvooi van de Amerikaanse ambassade begeleidden, ter hoogte van het Nisourplein in Bagdad op Iraakse burgers. Daarbij werden zeker 17 Iraakse burgers gedood. De directe aanleiding was een personenauto die niet stopte voor het konvooi. De twee inzittenden daarvan, en een Iraakse burger die in de buurt stond, werden doodgeschoten. In de chaos die daarna ontstond, werden tientallen ongewapende burgers neergeschoten, onder wie enkelen die het plein probeerden te ontvluchten. Onderzoek door de FBI concludeerde dat het schieten op de auto en de derde Iraki mogelijk gerechtvaardigd was, maar dat er geen gerechtvaardigde aanleiding was om op andere burgers te schieten. Vijf beveiligers werden vervolgd door het Amerikaanse openbaar ministerie, en één andere verdachte trof een schikking met justitie. Uiteindelijk werden vier van de vijf veroordeeld. De hoofdverdachte werd tot levenslang veroordeeld wegens moord.

## Bedrijven in de sector
Enkele Amerikaanse bedrijven in deze sector zijn:
- Blackwater USA
- Kellogg, Brown and Root (voorheen een onderdeel van Halliburton)
- Dyncorp
- The Carlyle Group
- Titan Corporation, gespecialiseerd in inlichtingen

Andere bedrijven zijn:
- Meteoric Tactical Solutions uit Zuid-Afrika
- Erinsys VK-Zuid-Afrika
- Levdan, Israël
- Executive Outcomes, Zuid-Afrika
- Edinburgh Risk and Security Management, Verenigd Koninkrijk
- Brain Security and Diving Operations, Nederland
- Robrecht Group, Nederland